# شهریار سوم پادوسپانی
شهریار پور جمشید یا شهریار سوم یازدهمین اسپهبد دودمان پادوسپانیان بود که میان سال‌های ۳۰۹ تا ۳۲۱ هجری در رویان حکومت داشت. نسب او «شهریار پور جمشید، پور دیوبند، پور شیرزاد، پور آفریدون» است. او با علویان طبرستان معاصر بود و درگیری‌هایی میان او و حسن قاسم رخ داد.
شهریار سوم نخستین کسی بود که لقب استندار را احیا کرد و پس از او، فرمانروایان پادوسپانی با این لقب شناخته می‌شدند.